# Let Your Heart Dance With Me
«Let Your Heart Dance With Me» — сингл шведской поп-рок группы Roxette, выпущенный 2 октября 2020 года. Это первый релиз группы после кончины солистки Мари Фредрикссон в декабре 2019 года. Вместе с «Piece of Cake» это одна из двух песен изначально записывавшихся для альбома «Good Karma» (2016), однако не попавших в финальную версию. Пер Гессле решил закончить работу над песней и выпустил её в качестве внеальбомного сингла. Сингл «Piece of Cake» вышел 20 ноября 2020 года.
Это одна из самых последних песен, записанных Roxette.

## История
Последний студийный альбом группы Roxette «Good Karma» вышел в 2016 году. Для него было написано и записано больше песен, чем в итоге оказалось на пластинке; одной из таких композиций стала «Let Your Heart Dance With Me».
Пер Гессле по его собственным словам (в официальном пресс-релизе) хотел записать простую классическую поп-песню Roxette, «[под которую можно] хлопать в ладоши и топать в такт», что в итоге и получилось. Песня понравилась ему ещё на стадии записи в студии, но так как для альбома было отобрано достаточно сильных кандидатов, «Let Your Heart Dance With Me» была оставлена до лучших времен.
Над сведением нового сингла работал Ронни Лахти (Ronny Lahti). Песня была записана совсем незадолго до того, как Мари Фредрикссон навсегда прекратила записывать музыку.
Пер Гессле: «Пару месяцев перед тем, как был выпущен альбом „Good Karma“, врачи Мари посоветовали ей прекратить гастрольную деятельность, поэтому мы отменили все концерты, которые были запланированы на лето того года, а также больше никогда не выступали вместе. Из-за её болезни работа в студии также давалась ей очень тяжело. Но она так этого хотела и ей приходилось бороться над каждым усилием. И она боролась. До самого конца.»
Настоящий сингл станет первым в предстоящей серии релизов группы под названием «Bag Of Trix», которая планируется к выходу 11 декабря 2020 года к годовщине со дня смерти Фредрикссон.

## Музыканты
- Пер Гессле — вокал, перкуссия, акустическая гитара, электрогитара
- Мари Фредрикссон — вокал
- Кристофер Лундквист — бас, акустическая гитара, электрогитара
- Кларенс Эверман — клавишные

Автором слов и текста песни является Пер Гессле. Песня публикуется компанией «Jimmy Fun Music».

## Форматы релизов
Сингл был выпущен для цифровой дистрибуции (2 октября 2020 года). Первый тираж на физическом носителе: 7" виниловый сингл золотого цвета тиражом 1500 экземпляров (9 октября 2020 года) был раскуплен полностью. После этого, сингл был выпущен таким же тиражом на «снежно-белом» виниле.
Список песен на виниловом сингле:
1. «Let Your Heart Dance With Me»
2. «Help! (Abbey Road Sessions)» — кавер на песню группы The Beatles

## Видеоклип
На песню был выпущен официальный видеоклип, состоящий из архивных нарезок видео из личного архива Пера Гессле. Кроме того, в поддержку сингла Гессле устроил живую Q&A сессию, где также рассказал о песне. Видео является оммажем солистке Мари Фредрикссон.

## Рецензии критиков
- Критик шведской ежедневной газеты «Aftonbladet» рассказывает в своей рецензии историю создания песни. Она пишет о том, что Мари уже тогда было тяжело записывать песню в студии и она в основном пела припевы, в то время как Гессле пел основной текст. Критик называет песню «беззаботной и оптимистической», а также пишет, что это скорее трибьют Мари от Пера Гессле и тому времени, что они работали вместе все эти годы, о чем может говорить и сам текст композиции[16].
- Немецкий RTL пишет в своей рецензии, что песня «излучает оптимизм» и «задевает за живое»[17].

## Bag of Trix!
Сингл стал первым с серии релизов, озаглавленных «Bag of Trix!». Сначала 4 «тома» будут выпущены на цифровых онлайн-платформах с разницей в две недели (1 том 30.10.2020, 2 том 13.11.2020, 3 том 27.11.2020, 4 том 11.12.2020). В день выхода последнего тома издание будет выпущено в виде бокс-сета из четырёх 12" LP-пластинок, а также в виде бокс-сета из 3 CD.